# Ábrám Zoltán
Ábrám Zoltán (Szinérváralja, 1963. december 9. –) erdélyi magyar orvos, közíró, egyetemi tanár.

## Életrajz
Édesapja közel negyedszázadon át Szinérváralján volt lelkész, édesanyja ugyanott körzeti orvosnő. Szatmárnémetiben érettségizett 1982-ben az akkori 5. számú Ipari Líceumban (ma Kölcsey Ferenc Gimnázium). A Marosvásárhelyi Orvosi és Gyógyszerészeti Intézet általános orvosi karán szerzett diplomát 1989-ben. 1991-ben Budapesten újságírói diplomát, 1994-ben közegészségtan és táplálkozástani szakorvosi diplomát, majd 1998-ban közegészségtanász főorvosi fokozatot szerzett. 1993-ban kezdte meg a hexavalens króm ipari alkalmazásának munkaorvostani kérdéseivel foglalkozó kutatását, és ebben a témában doktorált is 1998-ban. Öt gyermek édesapja.

## Munkássága
A Marosvásárhelyi Orvosi és Gyógyszerészeti Egyetem Közegészségtani Tanszékén 2006-tól egyetemi tanár, 2009-től tanszékvezető és doktorátusvezető. Megalakulásától fogva tanára a Református Asszisztensképző Iskolának, amelynek 2004–2008 között tanulmányi igazgatója volt. 2010–2017 között a Sapientia Erdélyi Magyar Tudományegyetem óraadó tanára. Ösztöndíjas kutató volt Budapesten és dolgozott Oxfordban a John Radcliffe kórházban. Az Erdélyi Múzeum-Egyesület alapító tagja, egy ideig az Orvostudományi Szakosztály választmányi tagja. Az EME Orvostudományi Értesítőjének főszerkesztője 1998–2005 között. Éveken át elnöke volt a Preventio Egészségvédelmi Társaságnak. 2001-től elnöke, 2014-től alelnöke az Erdélyi Magyar Közművelődési Egyesület (EMKE) Maros megyei szervezetének, 2008-tól az EMKE egyik országos alelnöke. 2006-tól a Diakónia Keresztyén Alapítvány Marosvásárhelyi Fiókszervezetének elnöke. Egyetemista évei alatt a Gînduri Studenţeşti c. diáklap magyar oldalának a szerkesztője, a Communitas irodalmi kör szervezője. Az erdélyi magyarság 1989 utáni történetében legelső, marosvásárhelyi MISZSZ kongresszus főszervezője, a MISZSZ vezetőségi tagja.
Számos környezeti vizsgálatot, táplálkozási felmérést, népegészségügyi kutatást végzett. Foglalkozott a marosvásárhelyi Azomureș kombinátban dolgozó munkásokra ható irritáló gázok és gőzök egészségkárosító hatásával, a helyi vízminőség felmérésével. Tanulmányozta a Marosvásárhelyről Magyarországra történő orvosmigráció több mint fél évszázados történetét, vizsgálta a csángó lakosság életmódját és egészségi állapotát, valamint a kábítószer-fogyasztás problémáját. Kiemelt kutatási területe a magyar népesség életmódjának és egészségi állapotának, a népesedési kilátásoknak, történelem-egészségtani kérdéseknek a vizsgálata. 2012–2018 között az amerikai Nemzeti Egészségvédelmi Intézet által támogatott nagyszabású kutatás romániai irányítója, amely romániai, magyarországi és amerikai szakemberek együttműködésén alapult, címe: Dohányzáskutatási képességfejlesztés Romániában.
Szakfolyóiratokban megjelentetett közleményei mellett számos orvosi jellegű, orvostörténeti írás szerzője napilapokban, folyóiratokban. Oktató-kutató tevékenysége mellett szerteágazó újságírói és közírói, közéleti tevékenységet folytat. Könyvei között található szakkönyv, interjúkötet, településmonográfia, útleírás, emlékkönyv. Napi és hetilapokban már 1989 előtt is publikált, majd több száz közéleti írása jelent meg különböző hírlapokban, többek között a Krónika Szempont 2015–2018 között. A marosvásárhelyi rádió külső munkatársaként és más rádiók helyi tudósítójaként is tevékenykedett. Több csoportos fényképkiállításon szerepelt, ötször szervezett egyéni fotókiállítást.

## Díjai, elismerései
- Közegészségtani tudományos, kutató tevékenységéért Pro Hygiéne emlékérem (Budapest, 1999)
- Dr. Aszalós János-emlékérem (Marosvásárhely, 2000)
- Genersich Alapítvány határon túli díjazottja (Budapest, 2017)
- Albert Nelson Marquis Lifetime Achievement (2018)
- Lencsés György Ars Medica díj az EME tudományos ülésszakán, Szatmárnémeti, 2019
- Közművelődési tevékenységének elismerései: Balázs Ferenc EMKE-díj (Kolozsvár, 2002)
- Magyar Művészetért díj
- Ex Libris Díj (Marosvásárhely, 2017)
- A Magyar Kultúra Lovagja (Budapest, 2018)
- Ezüst Tulipán-díj (Marosvásárhely, 2016)

## Megjelent művei

### Szakkönyvek
- Ábrám Z, Nădășan V (ed.): Dezvoltarea capacității de cercetare în domeniul fumatului în România, Târgu-Mureș. [Dohányzáskutatási képességfejlesztés Romániában] University Press, 2018
- A család közös születésnapja. Juventus Kiadó. Marosvásárhely. 2018
- Ábrám Z, Ferencz JL, Nădăşan V: Az egészségmegőrzés és az egészségnevelés alapjai. University Press, Marosvásárhely, 2016
- Szabó Á, Lázár E, Burián H, Rogers T, Foley K, Ábrám Z, Meghea C, Ciolompea T, Chaloupka FJ.: The Economics of Tobacco and Tobacco Taxation in Romania. University of Medicine and Pharmacy of Târgu-Mureş, Romania, 2016
- Szabó A, Lázár E, Burián H, Rogers T, Foley K, Ábrám Z, Meghea C, Ciolompea T, Chaloupka FJ.: Aspecte Economice ale Utilizării, Producției și Taxării Produselor din Tutun în România [A dohánytermékek romániai használatának, termelésének és adózásának gazdasági jellemzői]. Universitatea de Medicină şi Farmacie Târgu-Mureş, 2016
- Ábrám Zoltán, Tarcea Monica, Finta Hajnal, Moldovan Horațiu (editori): Îndrumar practic de sănătatea mediului. [A közegézségügy gyakorlati útmutatója] Ed. University Press, Tg. Mures, 2007
- Társadalom-egészségtan. Ed. University Press, Marosvásárhely, 2006
- A Maros folyó szennyeződése Marosvásárhely környékén. Editura Juventus, Târgu-Mureş, 2002
- Táplálkozás és élelmezés. Editura Juventus, Marosvásárhely, 2001
- Dietetika. Editura Mentor, Marosvásárhely, 1999

### Könyvek
- Magyarok a nagyvilágban. Ablak Kiadó, Székelyudvarhely, 1995
- Zavaros a Nyárád. Nyárádszereda község múltja és jelene (főszerző). Juventus Kiadó, Marosvásárhely, 1996
- Népfőiskola Erdélyben (társszerk.), Romániai Magyar Népfőiskolai Társaság, Kézdivásárhely, 1996
- Communitas Emlékkönyv (szerk.), MMDSZ, Marosvásárhely, 1996
- Műemlékvédelem és környezetvédelem (szerk.), Marosvásárhely, 1997
- Szentegyháza; ill. Bodó Levente; Juventus, Târgu Mureş, 1998
- Misszesek voltunk (szerk.), Juventus Kiadó, 2000
- Egyesült Királyság (A szigetország vonzásában), Juventus Kiadó, Marosvásárhely, 2002
- Megy a gyűrű (szerk.), EMKE kiadása, Marosvásárhely, 2002
- Falugondnokság, EMKE kiadása, Marosvásárhely, 2005
- A Don-kanyari áldozatokért, EMKE kiadása, Marosvásárhely, 2005
- Százhúsz éves az EMKE. EMKE kiadása, Marosvásárhely, 2005
- Sárközi Lajos élete és munkássága (szerk.). Otthonom Szatmár megye sorozat, Szatmárnémeti, 2014
- Hogyan tovább, erdélyi magyarság?, Marosvásárhely, 2014
- Csodálatos tanúságtétel. Vizi E. Szilveszternek sok szeretettel Erdélyből, EMKE Kiadása, Marosvásárhely, 2016
- Az ige testté lett, Marosvásárhely, 2017
- Dél-amerikai szentháromságok, Juventus Kiadó, Marosvásárhely, 2017
- Az igazság szabaddá tesz. Ábrám Sámuel élete, a kommunizmus áldozatainak emlékezete; Otthonom Szatmár megye sorozat, Marosvásárhely-Szatmárnémeti, 2018